# Diensdorf-Radlow
Diensdorf-Radlow település Németországban, azon belül Brandenburgban. Lakosainak száma 580 fő (2023. december 31.).

## Népesség
A település népességének változása:
| Lakosok száma | 590  | 588  | 586  | 582  | 580  |
|               | 2017 | 2019 | 2021 | 2022 | 2023 |